# Il tempo per noi
Il tempo per noi (너의 시간 속으로?, Neo-ui sigan sog-euroLR; lett. "Dentro al tuo tempo") è una serie televisiva sudcoreana distribuita da Netflix l'8 settembre 2023, remake della serie taiwanese Xiǎng jiàn nǐ.

## Trama
È trascorso un anno dalla morte di Yeon-jun, il fidanzato di Jun-hee, e la ragazza lo sta ancora piangendo. Un giorno, Jun-hee viaggia inspiegabilmente indietro nel tempo dal 2023 al 1998 ed entra nel corpo della diciottenne Min-ju. Mentre cerca di abituarsi alla sua nuova situazione, incontra Si-heon, che assomiglia in modo sconcertante a Yeon-jun.

## Personaggi e interpreti
- Koo Yeon-jun/Nam Si-heon, interpretato da Ahn Hyo-seop
- Han Jun-hee/Kwo Min-ju, interpretata da Jeon Yeo-been
- Jung In-gyu, interpretato da Kang Hoon